# 早川正夫
早川 正夫（はやかわ まさお、1926年 - ）は、日本の建築家。数寄屋建築の第一人者であり、茶室の設計や歴史的建築物の復元や改修を数多く手がけている。また木材の接合部に金物を使用しない「カンザシ工法」の開発者であり大規模な現代木造建築を手がけている。 
建築家・堀口捨己の高弟であり、堀口の設計体制を継承している。

## 略歴
茨城県生まれ。東京大学第一工学部建築学科を昭和23年に卒業。辰野金吾賞受賞。坂倉準三建築研究所に勤務。昭和26年明治大学工学部の助手として堀口捨己教授の研究室に入る。昭和37、明治大学助教授を退職し早川正夫建築設計事務所を設立する。定年退職後の堀口捨己の設計活動に共同を続ける。東京大学、明治大学、福井大学、の非常勤講師を歴任する。
昭和58年より伝統建築の講習講座「日本建築セミナー」を設立し、講師を務める。昭和61年に「木造建築研究フォラム」を設立し、理事を務める。
昭和63年「彦根城博物館（表御殿の復原）の設計」で「建築業協会賞・特別賞」を受賞。平成元年「近世数奇屋建築に関する一連の業績」で「日本建築学会賞・業績賞」を受賞。平成9年「神野御茶屋隔林亭の設計」で「日本建築学会・作品選奨」を受賞。

## 主な作品
- 八甲田ホテル（荒川温泉）（青森県青森市）
- 彦根城博物館　（滋賀県彦根市）
- 別府コミュニティーセンター　（大分県別府市）
- 小川町ふるさと館　（栃木県那珂川町）
- 五十崎凧博物館　（愛媛県内子町）
- 勝山木材ふれあい会館　（岡山県真庭市）
- 西目屋村総合センター　（青森県西目屋村）
- せっ泉庵（佐賀県立九州陶磁文化館）　（佐賀県有田町）
- 八勝館　（愛知県名古屋市）
- 静岡雙葉学園　（静岡県静岡市）
- 浜松海の星高等学校　（静岡県浜松市）
- 石鎚神社頂上社　（愛媛県石鎚山）
- 東京本願寺本廟　（茨城県牛久市）
- 深川神明宮　（東京都江東区）
- 深川神明幼稚園　（東京都江東区）
- 長昌寺　（東京都小金井市）
- たくみ・潺々庵　（東京都八王子市）
- 旭ダイヤモンド工業工場、他　（神奈川県、千葉県、三重県、山梨県）
- 鎌田醤油旧本店改修　（香川県坂出市）
- 四谷シモン人形館・淡翁荘　（香川県坂出市）
- 矢橋ホールディングス社屋　（岐阜県大垣市）

## 復元・改修・移築
- 彦根城表御殿（彦根城博物館）　（滋賀県彦根市）
- 黄金の茶室（MOA美術館）　（静岡県熱海市）
- 尾形光琳屋敷（MOA美術館）　（静岡県熱海市）
- 神野御茶屋 隔林亭　（佐賀県佐賀市）
- 旧一条恵観（一条昭良）山荘「止観亭」移築　（重要文化財）　（神奈川県鎌倉市 宗徧流）
- 赤坂宿・矢橋家　（登録有形文化財）改修　（岐阜県大垣市）
- 鎌田共済会郷土博物館　（登録有形文化財）改修　（香川県坂出市）

## 著書
- 数奇屋ノート二十章　　　　建築資料研究社
- 日本の美術 別巻「庭」 　　平凡社

## その他
「カンザシ工法」と呼ぶ木造建築の柱と横架材（差物）の仕口加工を考案し、ダイナミックな木造の大空間を造っている。柱、梁の接合部に金物を使用しない工法で、日本の伝統建築から発想している。
カンザシ工法を用いた建物（木造大規模空間）
- 八甲田ホテル　（青森県青森市）
- 五十崎凧博物館　（愛媛県五十崎町）
- 小川町ふるさと館　（栃木県小川町）
- 勝山木材ふれあい会館　（岡山県勝山町）